# Agitador magnètic

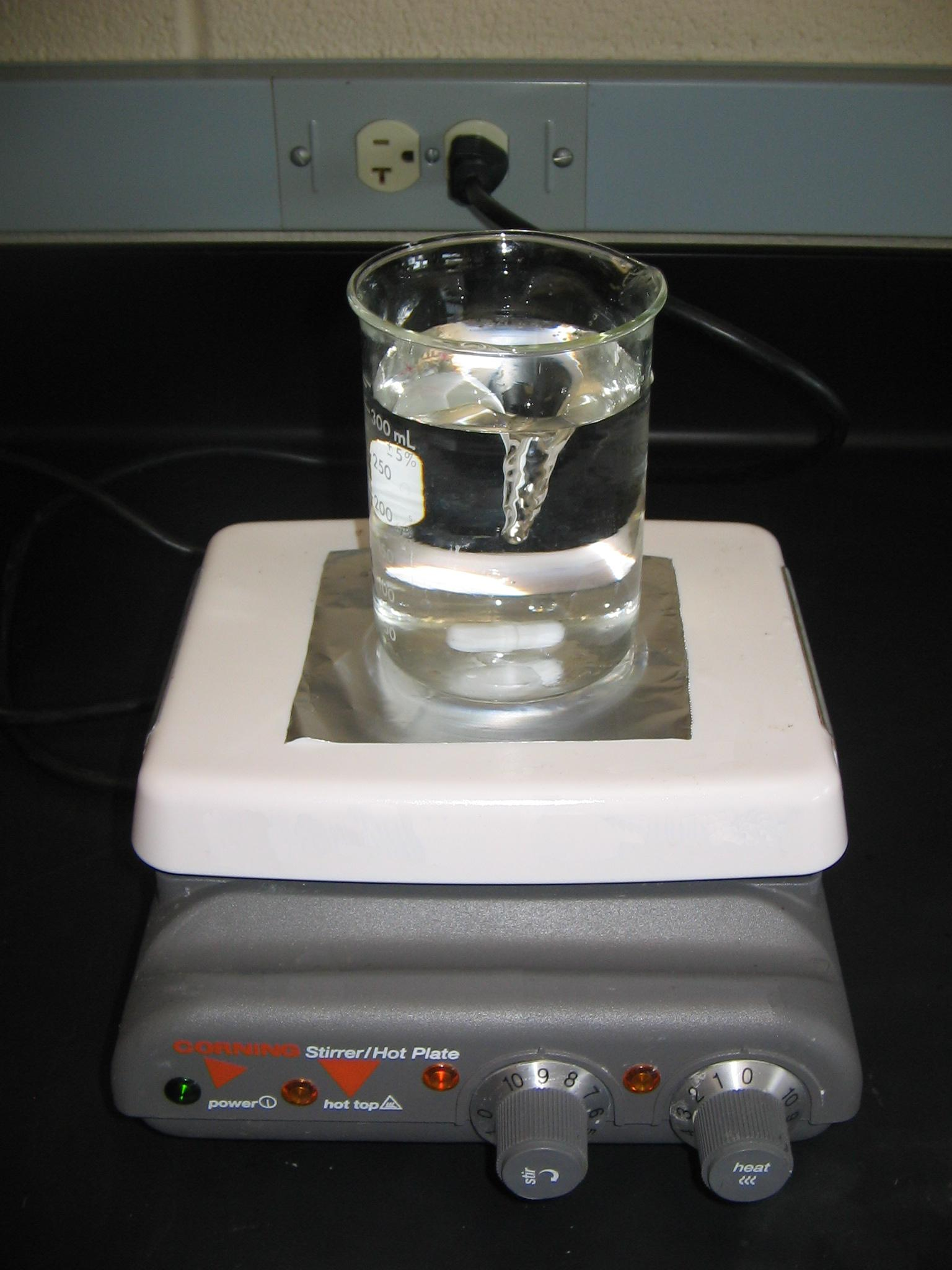
Agitador magnètic

Un agitador magnètic consisteix en una petita barra magnètica (anomenada barra d'agitació) la qual està normalment coberta per una capa de plàstic (habitualment tefló) i una placa davall de la qual es té un magnet rotatori o una sèrie d'electromagnets disposats en forma circular a fi de crear un camp magnètic rotatori. És molt freqüent que aquesta placa tengui un arranjament de resistències elèctriques amb la finalitat de dotar-lo del calor necessari per escalfar algunes solucions químiques. Durant l'operació d'un agitador magnètic típic, la barra magnètica d'agitació (també anomenada puça o bala magnètica) es deixa lliscar dins d'un contenidor, ja sigui un matràs o un vas de precipitats - de vidre de borosilicat preferentment- contenint algun líquid per agitar-lo. El contenidor és posat damunt de la placa on el camp magnètic rotatori exerceix la seva influència sobre el magnet recobert i propicia la seva rotació mecànica.